# اروینا (پنسیلوانیا)
اروینا (به انگلیسی: Erwinna) یک منطقهٔ مسکونی در ایالات متحده آمریکا است که در پنسیلوانیا واقع شده‌است. اروینا ۴۱٫۱۵ متر بالاتر از سطح دریا واقع شده‌است.